# Dawid Plizga
Dawid Plizga, né le 17 novembre 1985 à Ruda Śląska, est un footballeur professionnel polonais. Il occupe actuellement le poste de milieu de terrain au Jagiellonia Białystok, club de première division polonaise.

## Biographie

### Débuts à Katowice
Formé au Stadion Śląski Chorzów, Dawid Plizga signe avant l'automne 2004 au GKS Katowice, club de milieu de tableau en première division. Le 3 mai, il fait ses débuts en championnat contre le Górnik Polkowice. Deux semaines plus tard, il marque son premier but en I Liga, ouvrant la marque une minute après son entrée sur le terrain face au Górnik Zabrze. Dixième du championnat, l'équipe change de visage à l'intersaison et Plizga débute la nouvelle saison en tant que titulaire. Très utilisé par son entraîneur, il dispute trente matches en un an, mais ne parvient pas à tirer son équipe du fond du classement. Katowice est même relégué en quatrième division, ayant des problèmes juridiques et financiers.

### Passe du meilleur au pire avec le Zagłębie Lubin
En 2005, il rejoint pour cent cinquante mille euros le Zagłębie Lubin,, qui a lutté de longs mois pour ne pas descendre la saison précédente. Le 30 juillet, il porte pour la première fois le maillot orange du Zagłębie. Même s'il n'a pas vingt ans, le Polonais gagne sa place dans le onze de départ, et ses bons matches sont récompensés en avril par une titularisation en finale de coupe nationale, perdue trois buts à deux contre le Wisła Płock. Troisième à l'issue du championnat, Plizga voit donc se profiler le premier tour préliminaire de la Coupe UEFA. 
Malheureusement pour lui, sa préparation estivale se termine tragiquement, puisqu'il se blesse très sérieusement et est écarté des terrains durant toute la saison. Il assiste donc des tribunes au titre de son club en championnat. De retour à l'entraînement à l'été 2007, il met quelques mois pour revenir au haut niveau, mais a perdu sa place au milieu de terrain. Relégué en deuxième division pour une affaire de corruption, le Zagłębie voit un grand nombre de ses joueurs s'en aller, et s'en remet à ses « historiques ».
Dawid Plizga retrouve donc sa place dans le onze titulaire, et après une saison purgatoire remonte dans l'élite. Il prend alors en main le jeu de son équipe, qui parvient aisément à se maintenir, et décroche la dixième place. Auteur de bonnes performances la saison suivante également, il est appelé par le sélectionneur Franciszek Smuda en décembre 2010. Le 10, il joue son premier match en équipe nationale contre la Bosnie-Herzégovine, et inscrit son premier but un mois plus tard face à la Moldavie, donnant ainsi la victoire à la Pologne. Il continue ensuite sa saison sur la même voie, et la finit sur une onzième place.

### Tente de viser plus haut avec le Jagiellonia Białystok
En juin 2011, il rejoint le Jagiellonia Białystok et y signe un contrat de trois ans.

## Palmarès
- Finaliste de la Coupe de Pologne : 2006